# Felix Götze
Felix Götze (Dortmund, 11 febbraio 1998) è un calciatore tedesco, difensore del Paderborn.

## Biografia
È fratello dei calciatori Fabian e Mario.

## Caratteristiche tecniche
Difensore centrale molto duttile, può essere impiegato anche come mediano.

## Carriera
Cresciuto nel settore giovanile del Borussia Dortmund, nel 2014 si trasferisce al Bayern Monaco. Il 24 maggio 2017 firma il primo contratto professionistico con i bavaresi, di durata biennale; dopo una stagione trascorsa con la seconda squadra, il 6 giugno 2018 passa all'Augusta, con cui firma un quadriennale.
Il 1º settembre debutta in Bundesliga, in occasione del pareggio casalingo contro il Borussia M'gladbach; il 25 settembre segna la prima rete in carriera, sancendo il definitivo 1-1 della partita contro il Bayern Monaco.
Il 2 febbraio 2021 viene ceduto in prestito al Kaiserslautern.

## Statistiche

### Presenze e reti nei club
Statistiche aggiornate al 2 febbraio 2021.
| Stagione        | Squadra          | Campionato      | Campionato | Campionato | Coppe nazionali | Coppe nazionali | Coppe nazionali | Coppe continentali | Coppe continentali | Coppe continentali | Altre coppe | Altre coppe | Altre coppe | Totale | Totale | Totale |
| Stagione        | Squadra          | Comp            | Pres       | Reti       | Comp            | Pres            | Reti            | Comp               | Pres               | Reti               | Comp        | Pres        | Reti        | Pres   | Reti   |        |
| --------------- | ---------------- | --------------- | ---------- | ---------- | --------------- | --------------- | --------------- | ------------------ | ------------------ | ------------------ | ----------- | ----------- | ----------- | ------ | ------ | ------ |
| 2017-2018       | Bayern Monaco II | RL              | 19         | 3          |                 | -               | -               |                    | -                  | -                  |             | -           | -           | 19     | 3      |        |
| 2018-2019       | Augusta          | BL              | 6          | 1          | CG              | 1               | 0               |                    | -                  | -                  |             | -           | -           | 7      | 1      |        |
| 2019-2020       | Augusta          | BL              | 0          | 0          | CG              | 0               | 0               |                    | -                  | -                  |             | -           | -           | 0      | 0      |        |
| 2020-2021       | Augusta          | BL              | 3          | 1          | CG              | 0               | 0               |                    | -                  | -                  |             | -           | -           | 3      | 1      |        |
| Totale Augusta  | Totale Augusta   | Totale Augusta  | 9          | 2          |                 | 1               | 0               |                    | -                  | -                  |             | -           | -           | 10     | 2      |        |
| gen.- giu. 2021 | Kaiserslautern   | 3L              | 0          | 0          | CG              | 0               | 0               |                    | -                  | -                  |             | -           | -           | 0      | 0      |        |
| Totale carriera | Totale carriera  | Totale carriera | 28         | 5          |                 | 1               | 0               |                    | -                  | -                  |             | -           | -           | 29     | 5      |        |